# قلعة شوشا
قلعة شوشا (بالأذربيجانية:Şuşa qalası) - هي قلعة في مدينة شوشا في قراباغ. مدينة شوشا كانت محاطة بهذه القلعة. ترجع تاريخها القلعة إلي القرن السادس عشر.

## تاريخ القلعة
أنشأت قلعة شوشا في عام 1751، من قبل حاكم لخانية شوشا بانهالي خان.
أعيدت تسميتها قلعة بانهاباد على شرفه مؤسسها بانهالي خان.
و تم تسميتها في فترة لاحقة القلعة ببساطة. بعد قليل دعاها الشعب قلعة شوشا وبعدين شوشا ببساطة.
كان لقلعة ثلاث ابواب: باب كنجه، باب إراوان، باب أغؤغلان.
في الوقت الحاض، تكون أراضي لمدينة شوسا من هضبة على تلة طويلة.

## ميزات معمارية
يبلغ أطول مساحة في الهضبة 1600 متر فوق مستوى سطح البحر وأدنى مساحة 1300 متر.
كان لقلعة ثلاث ابواب رئيسية:
أبواب كنجه، إيراوان، أغوغلان.
باب كنجه: أنشأ الباب في فترة بانهالي خان. وقد يسمون باب كنجه أو جيلابورد منذ قرن 18.
الطريقة من باب قلعة شوشا تربط مدينة كنجه ومنطقة جيلابورد لخانية قراباغ.
و تم سميتها قلعة كنجه باسم قلعة يليزاويتبول فيما يتعلق بسميتها كنجه باسم يليزوتبول بعد ترحيل خانية قراباغ للإمبراطورية الروسية في عام 1805.
باب يريفان: باب يريفان أو باب خلفلي واحد من الثلاثة البوابة الرئيسية وتقع في الجانب الغربي لقلعة.
الطريق من هذه الباب ربطت مدينة شوشا مع قرية خلفلي ومدينة يريفان.
بأب أغوغلان: أو باب مختار أو باب شوشاكند، تقع على الجانب الشرقي من قلعة شوشا.